# جفری آرچر
جفری هاوارد آرچر (به انگلیسی: Jeffrey Archer) (زاده ۱۵ آوریل۱۹۴۰) نویسنده و سیاست‌مدار سابق انگلیسی است. وی پیش از پرداختن به کار ادبی، حد فاصل سال‌های ۱۹۶۹ تا ۱۹۷۴ عضو پارلمان بریتانیا بود. آرچر در سالهای ۱۹۸۵–۱۹۸۶ معاون رئیس حزب محافظه‌کار بریتانیا بود.